# Ipotesi di Gebhardt e Marotti
Con Ipotesi di Gebhardt e Marotti si intendono due interpretazioni, rispettivamente di Karl Gebhardt e di Gastone Marotti, di un'evidenza sperimentale riguardo alla matrice dell'osso compatto.

## L'evidenza
Dopo l'asportazione dei sali di calcio e successiva sezione trasversale dell'osso compatto, si osserva, al microscopio a luce polarizzata che l'osteone è formato da lamelle chiare, luminose, birifrangenti, alternate a lamelle scure, monorifrangenti.

## Ipotesi di Gebhardt
Gebhart ipotizzò che, poiché le fibrille collagene sono provviste di birifrangenza positiva unassile, ovvero esprimono birifrangenza solo se orientate lungo uno specifico asse, dovessero essere disposte, intorno al canale di Havers che circonda l'osteone, alternativamente con andamento destrorso e sinistrorso. L'inclinazione e la direzione delle fibre che formano le lamelle è pressoché costante in ogni lamella, ma differiscono molto tra lamelle contigue. Per questo, in una sezione trasversale, le lamelle chiare sono quelle che possiedono fibre che decorrono più o meno parallelamente al piano della sezione, mentre le lamelle più scure possiedono fibre disposte più perpendicolari e sono sezionate trasversalmente al loro asse maggiore.

## Ipotesi di Marotti
Con il microscopio elettronico a scansione, Gastone Marotti osservò che le lamelle chiare hanno densità diversa dalle lamelle scure. Secondo il suo studio, in ogni lamella le fibre collagene si intrecciano variamente: le più dense contengono molta più fibra e cristalli di idrossiapatite delle lamelle scure, più spesse. Le lamelle dense sono quindi più rifrangenti, le lasse quelle scure. Questa ipotesi dà spiegazione della resistenza alle forze di tensione e torsione (lamelle dense) e di tipo compressivo (lamelle scure).